# Żeglarstwo na Igrzyskach Śródziemnomorskich 1983
Zawody żeglarskie na Igrzyskach Śródziemnomorskich 1983 odbyły się we wrześniu w Casablance.

## Tabela medalowa
| Poz. | Państwo   |   |   |   | Razem: |
| ---- | --------- | - | - | - | ------ |
| 1    | Włochy    | 1 | 1 | 1 | 3      |
| 2    | Hiszpania | 1 | 1 | 0 | 2      |
| 3    | Francja   | 0 | 0 | 1 | 1      |
|      | Razem:    | 2 | 2 | 2 | 6      |

## Mężczyźni
| Konkurencja | Złoto:                             | Srebro:                        | Brąz:                        |
| Klasa 470   | Paolo Montefusco Sandro Montefusco | Enrico Chieffi Tommaso Chieffi | François Brenac Alain Champy |
| Mistral     | Joaquin Blanco                     | José Van des Ploeg             | Paolo Semeraro               |